# Нахимсон, Фёдор Михайлович
Фёдор Михайлович Нахимсон (6 [18] июля 1887, Либава — 20 января 1939, Москва) — видный советский юрист, член Верховного Суда СССР. Доктор права.

## Биография
Фёдор Нахимсон родился в июле 1887 года в Либаве Курляндской губернии в семье поверенного по судебным делам Михаила Юлиановича Нахимсона и Рашель (Рахили) Семёновны Мандель.
Окончил Цюрихский университет (Швейцария) с получением степени доктора права.
Член РСДРП, затем — член РКП(б).
Приходил домой к Анатолию Кони и договорился, что тот будет консультировать по особо сложным делам, читать лекции юристам.
С конца 1917-го по 1919 год работал народным судьей в Петрограде. Являлся активным участником разгона старых судов и становления новых революционных, так называемых народных судов.
С 1919-го по 1920 год — на службе в системе Революционных военных трибуналов Республики. Работал в реввоентрибуналах армий Южфронта на должностях от следователя до заместителя председателя реввоентрибунала.
13 октября 1920 года зачислен в кадры РККА — военный комиссар Главного военно-хозяйственного управления РККА (затем — помощник начальника ГВХУ РККА по политчасти).
По окончании Гражданской войны — в распоряжении ЦК РКП(б), затем работал членом Правления фабрично-заводских предприятий Военно-хозяйственного ведомства (Промвоенхоз).
С февраля 1923 по октябрь 1927 года являлся председателем Петроградского-Ленинградского губернского суда. После чего, с октября 1927 по декабрь 1928 состоял председателем Ленинградского областного Суда.
С 1928 по 1932 год являлся членом Президиума Верховного Суда РСФСР, последовательно занимал должности председателя Гражданской, затем Судебно-кассационной коллегий, затем — заместителя председателя Верховного Суда РСФСР.
С 1933 года являлся заместителем начальника ГУИТУ Наркомюста РСФСР (одновременно — начальником Конвойных войск) и членом Коллегии НКЮ.
В 1934 году утвержден в должности начальника ГУИТУ, пробыл в этой должности до 1935 года.
С 1935 до 1936 года — член Верховного Суда СССР.
С 1936 до августа 1938 года — заместитель председателя Уголовно-судебной коллегии Верховного Суда СССР (по совместительству — начальник Управления тюремных учреждений).
Арестован 11 августа 1938 года. Приговорён к расстрелу 20 января 1939 года, умер в ожидании исполнения приговора.

## Семья
Братья:
- Григорий Михайлович Нахимсон (?)  — горный инженер, исполнительный директор «Англо-русского Груманта»
- Семён Михайлович Нахимсон (1885—1918) — революционер, военный комиссар Ярославского военного округа
- Вениамин Михайлович Нахимсон (1891—1942) — инженер-электрик. В 1917 г. служил главным инженером на 3-й Государственной электрической станции в Петрограде. Сыграл, возможно, решающую роль в успехе Октябрьского переворота в Петрограде. В октябре 1917 года в ночь Октябрьского переворота по личной просьбе В. И. Ленина перекрыл электроэнергию, оставив в разведённом состоянии основные мосты и предотвратив тем самым попытки привлечь для подавления восстания верные Временному правительству силы.

## Научные труды
- Справочник хозяйственника машиностроительной промышленности по организационно-правовым вопросам / Сост. Ф. М. Нахимсон, С. И. Зайцев; Под общ. ред. Ф. М. Нахимсон. — М.; Л.: Онти Глав. ред. лит-ры по машиностроению и металлообработке, 1936 (Л.: тип. им. Евг. Соколовой). — Переплет, VIII, 406 с.
- Нахимсон Ф. М. Первые дни жизни народного суда в Петрограде // Еженедельник советской юстиции. 1922. № 44/45. — С. 28—29.
- Нахимсон Ф. М. К судебной ответственности! (Об ответственности врачей) // Судебная ответственность врачей. Сборник статей. — М.; Л.: Рабочий Суд, 1926. — С. 42—49.
- Нахимсон Ф. М. Работа с нарзаседателями // Еженедельник советской юстиции. 7 февраля 1929. № 5. — С. 98—100.
- Нахимсон Ф. М., Загорье Б. Классовая борьба в деревне и террористические акты // Советская юстиция. — 1932. — № 3 (30 января). — С. 22—25.
- Практический комментарий гражданского кодекса РСФСР. Законодательный и ведомственный материал и судебная практика до 1 октября 1930 г. 4-е изд. / Абрамов С., Ганин А., Зайцев С., Лебедев В., Под ред.: Нахимсон Ф. М. — М.: Госюриздат, 1931. — 872 с.
- Советское законодательство о жилище. Систематический сборник важнейших постановлений / Сост.: Хитев В. К., Под ред.: Нахимсон Ф. М. — М.: Советское законодательство, 1937. — 324 с.
- Нахимсон Ф. В. Вторая годовщина закона 7 апреля 1935 года («О мерах борьбы с преступностью среди несовершеннолетних») // Советская юстиция. — 1937. — № 7. — С. 19—20.